# Tank Commander
Tank Commander est un jeu vidéo de simulation de char de combat développé par Big Red Software et édité par Domark, sorti en 1995 sur DOS.

## Accueil
- PC Team : 65 % (solo) - 85 % (multi)[1]